# Les Rescapés de l'Alaska
Pour plus de détails, voir Fiche technique et Distribution.
Les Rescapés de l'Alaska ((en) Anything to Survive) est un téléfilm américain réalisé par Zale Dalen et diffusée  en 1990. Il est vaguement basé sur l'histoire vraie de la famille Wortman.

## Synopsis
Lors de son voyage retour de Prince Rupert à son village d'Alaska, le bateau de la famille Barton s'échoue sur une île. L'histoire traite de la survie de la famille sur l'île.

## Fiche technique
- Réalisation : Zale Dalen
- Pays de production :  États-Unis

genre : aventure , drame

## Distribution
- Robert Conrad : Eddie
- Emily Perkins : Krista
- Matt LeBlanc : Billy
- Ocean Hellman (en) : Wendy
- Tom Heaton : Dave
- William B. Davis : docteur Reynolds

## Récompenses
- Ocean Hellman a été nommée en 1990 au prix Gemini en tant que meilleure actrice pour un second rôle[2]